# Солодов, Виктор Викторович
Ви́ктор Ви́кторович Со́лодов (род. 15 июня 1962, Мыски, Кемеровская область) — советский тяжелоатлет, четырёхкратный чемпион СССР (1983, 1984, 1986, 1989), двукратный чемпион Европы (1984, 1985), чемпион мира (1985), победитель соревнований «Дружба-84» (1984), шестикратный рекордсмен СССР, четырёхкратный рекордсмен мира. Заслуженный мастер спорта СССР (1984).

## Биография
Родился 15 июня 1962 года в городе Мыски Кемеровской области. Начал заниматься тяжёлой атлетикой в возрасте 15 лет под руководством Виктора Рейнбольда, который работал с ним на протяжении всей его спортивной карьеры. В 1982 году был чемпионом Европы и серебряным призёром чемпионата мира среди юниоров в полутяжёлом весе.
В 1983 году стал победителем VIII Спартакиады народов СССР и вошёл в состав сборной страны на чемпионате мира и Европы в Москве, где занял второе место, проиграв лишь ставшему трёхкратным чемпионом мира Благою Благоеву из Болгарии. Несмотря на проигрыш по сумме упражнений в четвёртом дополнительном подходе смог установить мировой рекорд в толчке.
В 1984 году на чемпионате Европы в Витории улучшил этот рекорд и в упорной борьбе с Благоевым завоевал золотую медаль. Из-за решения политического руководства СССР о бойкоте Олимпийских игр в Лос-Анджелесе не смог принять в них участие. На соревнованиях «Дружба-84», проходивших в болгарском городе Варна, стал победителем и установил новый мировой рекорд по сумме двоеборья (422,5 кг), который в дальнейшем остался непревзойдённым до 1993 года, когда Международная федерация тяжёлой атлетики изменила границы весовых категорий. Этот результат был на 30 килограмм больше того, что показал чемпион Олимпиады в Лос-Анджелесе Николае Влад из Румынии.
В 1985 году завоевал второй титул чемпиона Европы. На чемпионате мира в Сёдертелье показал одинаковый результат с другим советским атлетом Анатолием Храпатым, и так как их собственный вес также совпадал, они разделили первое место, и оба получили золотые медали.
В дальнейшем Виктора Солодова начали преследовать травмы, которые не позволили ему отобраться в состав сборной СССР на Олимпийских играх в Сеуле (1988). С 1987 года из-за проблем со сгонкой веса выступал в категории до 100 кг, в 1989 году стал в ней чемпионом СССР.
В 1990 году завершил свою спортивную карьеру. С 1991 по 1993 год курировал строительство физкультурно-оздоровительного комплекса Центральной обогатительной фабрики «Сибирь», позднее стал директором этого комплекса. Учился в Сибирском государственном металлургическом институте имени С. Орджоникидзе, в дальнейшем перевёлся на факультет физической культуры Новокузнецкого государственного педагогического института, который окончил в 1994 году. В 1990-х годах возглавлял Федерацию тяжёлой атлетики города Мыски. В 2010-х годах занимался судейской деятельностью, является судьёй всероссийской и международной категории.

## Награды
- Орден «Знак Почёта» (1985);
- Медаль «За особый вклад в развитие Кузбасса» I, II и III степени;
- Почётный знак «Спортивная доблесть Кузбасса».